# Leucophyllum alejandrae
Leucophyllum alejandrae là một loài thực vật có hoa trong họ Huyền sâm. Loài này được G.L. Nesom mô tả khoa học đầu tiên năm 1993.